# Pastellfarbe

Vergleich Volltonfarbe und Pastellfarbe

Pastellfarbe ist eine Bezeichnung für Farben und Farbmittel mit einem Gesamteindruck von geringer Leuchtkraft. Dies wird, je nach Material und Technik, durch hohen Weißanteil in der Farbe selbst oder durch mehrschichtigen Farbauftrag erreicht, bei dem die Untergrundfarbe weiß durchschimmert. Pastellfarben gehören zu den entsättigten Farben, wobei die Entsättigung einer Farbe nicht nur durch weiß, sondern auch grau und schwarz erreicht werden könnte.

## Geschichte
Schon im 15. Jahrhundert wurden Pastellkreiden in mehreren Schichten verwendet, um Skizzen anzufertigen. Die geringere Deckkraft wirkte zarter als z. B. die von kräftigen Ölfarben. Im 18. Jahrhundert wurden Pastellfarben beliebter, um z. B. Licht darzustellen. Impressionistische Werke des 19. Jahrhunderts führten den Trend fort und schafften „sonnendurchflutete Szenen“ in ihren Bildern.

## Farbmittel
Sowohl Pastellkreiden als auch Öl-, Acrylfarben, Wandfarben, Buntstifte, Tinten, Textmarker etc. werden heute in Pastellfarbtönen angeboten.
Typische Beispiele für Pastellfarbtöne:
- Mintgrün
- Hellgelb
- Rosa
- Vanille
- Flieder
- Beige
- Apricot
- Himmelblau

## Anwendung
Pastellfarben wirken im Vergleich zu Volltonfarben oder Neonfarben nicht nur heller, sondern auch zurückhaltender und dezenter. Sie werden in der Mode und in der Innenarchitektur verwendet. Kleidung, Utensilien und Spielsachen für Babys sind häufig in Pastellfarben, meist rosa und hellblau, gehalten.